# Georges Kempf
Pour les articles homonymes, voir Kempf.
Georges Kempf, né le 10 décembre 1916 au Val-d'Ajol (Vosges) et mort le 24 mars 2013 à Ingwiller (Bas-Rhin), est un pasteur, écrivain et rédacteur de presse religieuse français.

## Biographie
Fils de Salomé Kempf, il est né en 1916 au Val-d'Ajol (Vosges), mais a grandi à Soultzeren (Haut-Rhin).
Après le certificat d'études primaires, il suit des cours par correspondance, tout en gardant les vaches de la ferme familiale. Grâce au soutien du pasteur de Soultzeren, Paul Wagner, il peut entrer en 1936 au Séminaire des Missions de Hermannsburg, mais doit interrompre ses études à la suite des pressions du régime nazi sur l’École. Il poursuit ses études à la Faculté de théologie d’Erlangen (1941-1943), puis à celle de Tübingen (1943-1944). En 1954 il obtient l’équivalence de la licence à la Faculté de théologie protestante de Strasbourg. En 1943 il entre au service de l'Église de la Confession d’Augsbourg comme vicaire à Bischheim, puis à Strasbourg-Koenigshoffen. Il est successivement pasteur à Hangviller (1945-1950), Gerstheim (1950-1956), Neuwiller-lès-Saverne (1956-1974) et Waltenheim-sur-Zorn (1974-1983).
Le 11 avril 1944, il avait épousé Angelika Müller, une jeune médecin, rencontrée à Francfort lors de la présentation dans la paroisse universitaire d’un de ses premiers jeux bibliques (Evangelienspiele). Six enfants sont issus de ce mariage.
Au lendemain de la Seconde Guerre mondiale, il crée l’Équipe d’évangélisation par le drame sacré (Evangelienspielschaar) qui, de 1946 à 1959, présentera dans de nombreuses paroisses d’Alsace et de Moselle des jeux bibliques en langue allemande, dont il est l’auteur : Wachet, betet, seid bereit (Strasbourg, 1947) ; Vergebung (Strasbourg, 1953). Plusieurs pasteur(e)s alsacien(ne)s ont trouvé leur vocation dans cette forme d’engagement.
Par ailleurs, il publie plusieurs livres (récits) dont Die Fünfpfündige (Kehl, Strasbourg, 1983) ; Die kleinen Leute (Stuttgart, 1990) ; Das Fest der Begegnung (Karlsruhe, 1992). Cette œuvre littéraire lui vaut le Bretzel d'Or (littérature) en 1992 et le prix Schiller de l’Institut Goethe en 1993.
Après avoir assuré la rédaction de l’Almanach évangélique luthérien de 1953 à 1963 et du périodique Fraternité évangélique de 1951 à 1963, il dirige comme rédacteur en chef, de 1963 à 1978, l’hebdomadaire protestant d’Alsace et de Moselle Le Messager évangélique qu’il marquera fortement de son empreinte.
Il meurt le 24 mars 2013 à l'établissement des diaconesses du Neuenberg à Ingwiller.

### Archives
- Archives du Directoire de l'ECAAL (dossier personnel de Georges Kempf)